# Monday Mornings
Monday Mornings ist eine US-amerikanische Fernsehserie mit Ving Rhames, Jamie Bamber, Jennifer Finnigan und Alfred Molina in den Hauptrollen. Sie wurde ab 2012 von TNT Original Productions und David E. Kelley Productions für TNT produziert. Die Serie basiert auf dem gleichnamigen Buch des Neurochirurgen und Journalisten Sanjay Gupta und wurde von David E. Kelley adaptiert. Die Erstausstrahlung in den Vereinigten Staaten erfolgte am 4. Februar 2013 beim Kabelsender TNT. In Deutschland startete die Serie nur drei Tage später am 7. Februar 2013 auf dem Bezahlfernsehsender TNT Serie. Am 10. Mai 2013 gab TNT bekannt, dass die Serie nach nur einer Staffel abgesetzt wurde. Zu einer deutschsprachigen FreeTV-Premiere kam es ab 14. Juni 2017 beim Sender Super RTL.

## Handlung
Die Serie folgt dem Arbeits- und Privatleben der Ärzte im fiktiven Chelsea General Hospital in Portland, Oregon. Im Mittelpunkt der Handlung steht die namensgebende Monday Morbidity and Mortality Conference, in welcher sich die Ärzte über Komplikationen in den OPs der letzten Wochen austauschen.

## Besetzung und Synchronisation
Die deutsche Synchronisation entsteht unter der Dialogregie von Roland Frey durch die Synchronfirma Berliner Synchron in Berlin-Lankwitz.
| Rollenname                     | Schauspieler      | Hauptrolle | Synchronsprecher  |
| ------------------------------ | ----------------- | ---------- | ----------------- |
| Dr. Jorge „El Gato“ Villanueva | Ving Rhames       | 1.01–1.10  | Tilo Schmitz      |
| Dr. Tyler Wilson               | Jamie Bamber      | 1.01–1.10  | Philipp Moog      |
| Dr. Tina Ridgeway              | Jennifer Finnigan | 1.01–1.10  | Dascha Lehmann    |
| Dr. Buck Tierney               | Bill Irwin        | 1.01–1.10  | Frank-Otto Schenk |
| Dr. Sung Park                  | Keong Sim         | 1.01–1.10  | Stefan Gossler    |
| Dr. Sydney Napur               | Sarayu Rao        | 1.01–1.10  | Gundi Eberhard    |
| Dr. Michelle Robidaux          | Emily Swallow     | 1.01–1.10  | Ghadah Al-Akel    |
| Dr. Harding Hooten             | Alfred Molina     | 1.01–1.10  | Bernd Rumpf       |

## Episodenliste
| Nr. | Deutscher Titel                    | Originaltitel           | Erstausstrahlung USA | Deutschsprachige Erstausstrahlung (D) | Regie             | Drehbuch                                                                                       | Zuschauer (USA) |
| --- | ---------------------------------- | ----------------------- | -------------------- | ------------------------------------- | ----------------- | ---------------------------------------------------------------------------------------------- | --------------- |
| 1 | Pilot                              | Pilot                   | 4. Feb. 2013         | 7. Feb. 2013                          | Bill D’Elia       | David E. Kelley                                                                                | 1,34 Mio.       |
| Dr. Jorge Villanueva behandelt einen scheinbaren Selbstmordversuch. Dr. Ty Wilson ist vom Fall eines Elfjährigen mit einer Fußballverletzung sehr getroffen. Dr. Sydney Napur löst einen Fall, mit dem die anderen Kollegen zu kämpfen haben. |                                    |                         |                      |                                       |                   |                                                                                                |                 |
| 2 | Deus Ex Machina                    | Deus Ex Machina         | 11. Feb. 2013        | 14. Feb. 2013                         | Bill D’Elia       | David E. Kelley & Sanjay Gupta                                                                 | 1,22 Mio.       |
| Die Ärzte versuchen eine 13-Jährige davon zu überzeugen, einer notwendigen OP zuzustimmen. Dr. Wilson wendet sich für Unterstützung an Dr. Tina Ridgeway. Dr. Buck Tierney versucht, einen Kollegen dazu zu überreden, einen Organspender für hirntot zu erklären. Sydney bekommt wegen eines Patienten Hilfe von Villanueva.                                                                                                 |                                    |                         |                      |                                       |                   |                                                                                                |                 |
| 3 | Die Philosophie der Anteilnahme    | Who’s Sorry Now?        | 18. Feb. 2013        | 21. Feb. 2013                         | Bill D’Elia       | David E. Kelley & Karen Struck                                                                 | 1,25 Mio.       |
| Dr. Sung weigert sich, sich bei der Ehefrau eines Patienten zu entschuldigen, der in seiner Operation verstorben ist. Dr. Wilson und Dr. Michelle stehen vor einem moralischen Dilemma. Dr. Sydney und Dr. Lieberman können die Arbeit bei einem Date nicht hinter sich lassen. Dr. Tierney wird verklagt. |                                    |                         |                      |                                       |                   |                                                                                                |                 |
| 4 | Gabel statt Skalpell               | Forks Over Knives       | 25. Feb. 2013        | 28. Feb. 2013                         | Mike Listo        | Amanda Johns, Karen Struck & David E. Kelley                                                   | 1,24 Mio.       |
| Die Doktoren sind sich über eine experimentelle Operation, die Dr. Ridgeway durchführen möchte, uneinig. Dr. Villanueva muss einen Weg finden, einer kritischen Patientin zu helfen, die alle Behandlungen ablehnt. Eine geheilte Patientin verklagt Dr. Sung, nachdem nach einer erfolgreich verlaufenen OP Nebeneffekte auftreten.                                                                                          |                                    |                         |                      |                                       |                   |                                                                                                |                 |
| 5 | Die Legende                        | The Legend and the Fall | 4. März 2013         | 7. März 2013                          | Greg Hoblit       | Amanda Johns, Sanjay Gupta & David E. Kelley                                                   | 1,45 Mio.       |
| Die Ärzteschaft stellen die kognitiven Fähigkeiten von einem der ältesten Chirurgen des Hauses in Frage. Ein Wettkampfschwimmer hat einen Herzinfarkt in der Notfallaufnahme. Dr. Ridgeway setzt eine riskante Behandlung ein. Dr. Napur kritisiert Dr. Lieberman für eine Fehldiagnose. |                                    |                         |                      |                                       |                   |                                                                                                |                 |
| 6 | Gemeinsam                          | Communion               | 11. März 2013        | 14. März 2013                         | Colin Bucksey     | Karen Struck & David E. Kelley                                                                 | 1,86 Mio.       |
| Gatos Sohn, Nick, kommt in das Krankenhaus, nachdem mit einem Messer auf ihn eingestochen wurde. Dr. Park operiert Chung Mai, ein Violinist, den er bewundert. Dr. Buck Tierney hilft einer Spenderin, nachdem ihre Schwester gestorben ist, noch bevor die Nierentransplantation durchgeführt werden konnte. |                                    |                         |                      |                                       |                   |                                                                                                |                 |
| 7 | Ein außergewöhnlicher Tag          | One Fine Day            | 18. März 2013        | 21. März 2013                         | Mario Van Peebles | Sanjay Gupta, Amanda Johns & David E. Kelley                                                   | 1,23 Mio.       |
| Dr. Wilson führt mit Hilfe eines Roboters aus der Ferne eine Kraniotomie bei einem Soldaten in Afghanistan durch. Dr. Park und Gato haben mit der Schwester einer Komapatientin zu tun. Dr. Naput, Dr. Ridgway und Dr. Wilson operieren den Tumor eines zehn Monate alten Babys. Chefarzt Dr. Hardin Hooten ermahnt Dr. Wilson, da dieser nach seiner Operation nicht noch einmal den Zustand des Operierten begutachtet hat. |                                    |                         |                      |                                       |                   |                                                                                                |                 |
| 8 | Die Wahrheit und ihre Konsequenzen | Truth or Consequences   | 25. März 2013        | 28. März 2013                         | Arlene Sanford    | Karen Struck & David E. Kelley                                                                 | 1,32 Mio.       |
| Dr. Stewart Delaney muss erklären, wie ein Flüchtigkeitsfehler seinen Patienten getötet hat. Dr. Napur und Dr. Villanueva operieren einen jungen Mann, der scheinbar Selbstmord begehen wollte. Dr. Sydney und Dr. Buck unterhalten sich über die Ressourcenverschwendung an denen, die nicht gerettet werden wollen, doch Dr. Harding Hooten missfällt das zutiefst.                                                         |                                    |                         |                      |                                       |                   |                                                                                                |                 |
| 9 | Ein kleines Rad in der Maschine    | Wheels Within Wheels    | 1. Apr. 2013         | 4. Apr. 2013                          | Mike Listo        | Amanda Johns, David E. Kelley & Karen Struck                                                   | 1,60 Mio.       |
| Dr. Wilson und Dr. Hooten vermuten, dass eine Richteranwärterin für das oberste Gericht einen Hirntumor haben könnte. Ein Notaufnahmefall erweist sich als mehr, als Michelle schaffen kann. Dr. Park und Dr. Ridgeway streiten über die Behandlung eines schreibsüchtigen Autors. |                                    |                         |                      |                                       |                   |                                                                                                |                 |
| 10 | Familienbande                      | Family Ties             | 8. Apr. 2013         | 11. Apr. 2013                         | Bill D’Elia       | Handlung: Amanda Johns & Karen Struck Schauspiel: Amanda Johns, Karen Struck & David E. Kelley | 1,37 Mio.       |
| Dr. Hooten und Dr. Tierney gehen vor Gericht, da ein Sohn die letzten Wünsche seiner Mutter nicht akzeptiert. Dr. Napur ist besorgt über die Gesundheit eines Sechzehnjährigen. Ein Patient bringt einen der Ärzte in Lebensgefahr. |                                    |                         |                      |                                       |                   |                                                                                                |                 |

## Veröffentlichung auf DVD
Während es in den USA bisher nicht zu einer Veröffentlichung auf DVD oder BluRay kam, veröffentlichte Studiocanal die Serie im deutschsprachigen Raum am 20. November 2014.

## Rezeption
„Vieles, was anderen Krankenhausserien Flair verleiht - melancholisch-dramatische Hintergrundmusik, lange, stumme Blicke auf die Patienten und hektische Aufregung in den Fluren - lässt die Serie Monday Mornings weg. Sie baut ihre Atmosphäre auf der Düsterkeit und dem eindringlich und doch still dargestellten Leid der Figuren auf. Trotz dieser weitgehenden Fokussierung auf das berufliche Leben entwickeln sich die meisten Ärzte schon in der Pilotepisode zaghaft zu mehrdimensionalen Charakteren, mit denen es sich lohnt, mitzuleiden und zu zittern.“